# Lubaantún
Lubaantún es una ciudad precolombina correspondiente a la cultura maya, que se localiza en el actual territorio de Belice. Lubaantún se encuentra en el distrito de Toledo, alrededor de 30 kilómetros al noroeste de Punta Gorda (cabecera distrital), y a unos 3.5 kilómetros de San Pedro Columbia.
Lubantuún está datado hacia los años 700 al 900, en el periodo clásico. A lo largo del tiempo las construcciones del sitio se dañaron y las piedras con las que se habían edificado empezaron a caer. De hecho el nombre de Lubantuún deriva precisamente del nombre maya que significa lugar de piedras caídas.
Uno de los rasgos más distintivos de este yacimiento arqueológico es la amplia colección de objetos miniatura de cerámica que se encontraron en el lugar.

## Galería

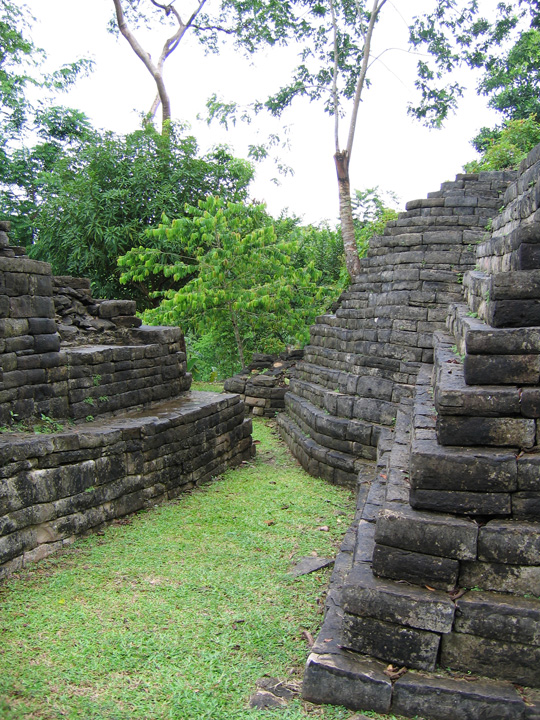
Bases de las plataformas del templo
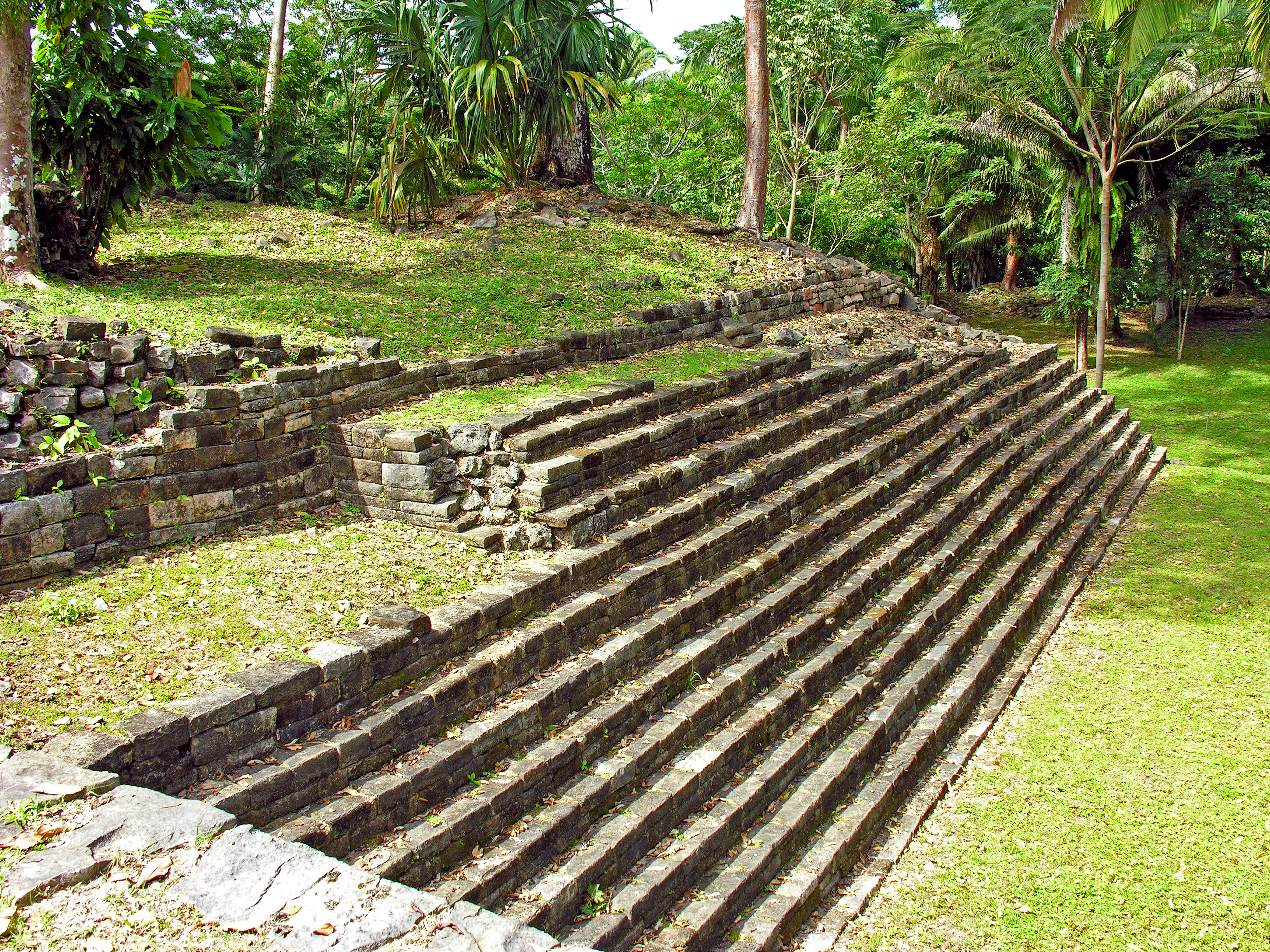
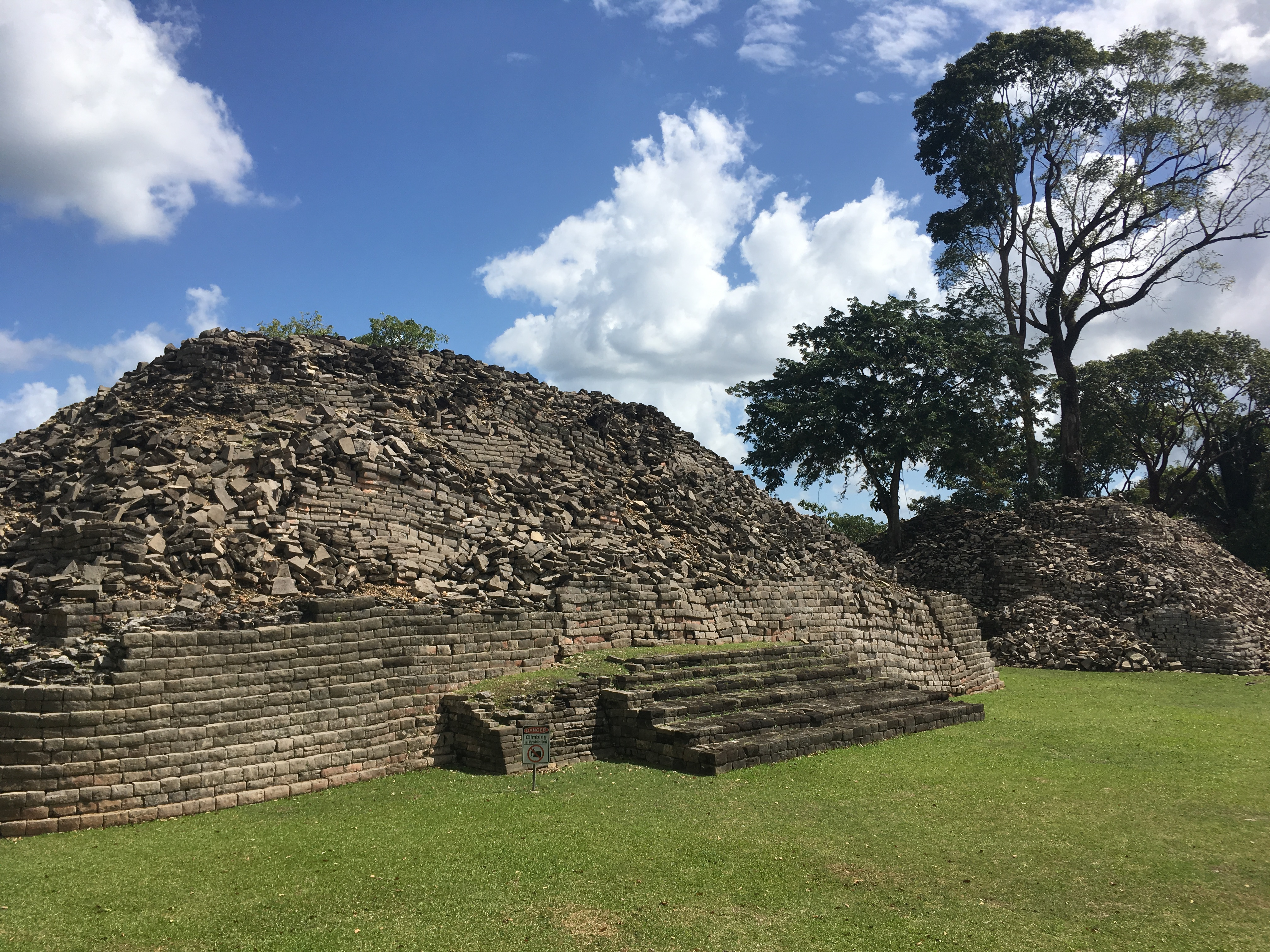